# 스메라기 미카도
스메라기 미카도(皇 帝, ? ~ )는 일본의 성우로, 주로 성인 게임에 목소리를 내고 있다.